# Hilda Carlén
Hilda Maria Carlén (Ystad, 13 agosto 1991) è una calciatrice svedese, portiere della nazionale svedese.
È figlia di Per Carlén, allenatore ed ex pallamanista.

## Palmarès
- Campionato svedese: 1

LdB FC Malmö: 2011
- Supercoppa svedese: 3

Linköpings: 2010
LdB FC Malmö: 2011, 2012

### Nazionale
- Argento olimpico: 1

Rio de Janeiro 2016
- Algarve Cup: 1

2018 (a pari merito con i Paesi Bassi)